# Marija Čudina
Marija Čudina (Lovinac, Lika, 21. studenog 1937. – Beograd, 25. rujna 1986.), hrvatska književnica i pjesnikinja.
Gimnaziju je završila u Sisku, a studij jugoslavenskih jezika i književnosti pohađala je na Filozofskom fakultetu u Zagrebu. Prekinuvši studij, kraće je vrijeme radila kao novinarka u splitskom dnevnom listu „Slobodna Dalmacija“.
Godine 1961., udajom za beogradskog slikara Leonida Šejku, preseljava se u Beograd.

### Književno djelo
Prve pjesme objavila je u „Poletu“ 1954. g., a zatim surađuje s književnim časopisima: „Krugovima“, „Mogućnostima“, „Republikom“, „Razlogom“, „Suvremenikom“, „Kolom“, „Književnim novinama“ i „Delom“.
Pjesme su joj prevedene na engleski, nizozemski, mađarski, poljski i rumunjski jezik. Zastupljena je u gotovo svim antologijama suvremene hrvatske poezije. 

### Knjige poezije i proze
- Nestvarne djevojčice, Zagreb, 1959.
- Čađ i pozlata, Beograd, 1963.
- Pustinja, Beograd, 1966.
- Tigar, Split, 1971.
- Amsterdam, Zagreb, 1975.
- Paralelni vulkani, Zagreb, 1982.
- Divlja duša, Zagreb, 1986.
- Nož punog mjeseca, Split, 1990.
- Leonid Šejka, Zagreb, 2005.
- Pjesme, Zagreb, 2005.
- Nevolje, Zagreb, 2005.

### Poetika
Analitičko-ispovjedni tekstovi, gotovo dramski monolozi lucidne pjesničke svijesti u okružju pustinjske flore i metafizičkog bestijarija u kojima se iskazuju traume ranjenog bića koje ne nalazi utočište u prostoru zbilje, niti izlaz iz labirinta vlastite nesretne egzistencije. Svijet osamljene osobe prepun manihejskih simbola, melankolije i potpune beznadnosti, često na tragu borgesovske poetike fantastične, „labirintske“, proze koja tematizira viziju civilizacijske otuđenosti.